# Acanthodelta sakaraha
Acanthodelta sakaraha är en fjärilsart som beskrevs av Griveaud och Pierre E.L. Viette 1981. Acanthodelta sakaraha ingår i släktet Acanthodelta och familjen nattflyn. Inga underarter finns listade i Catalogue of Life.